# Яфетична теорія

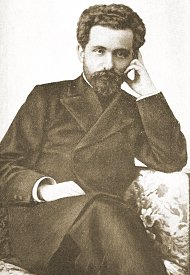
М. Я. Марр

Нове вчення про мову, також відоме як яфетична теорія, яфетидологія чи марризм — напрям у мовознавстві, що його створив Микола Марр, фахівець з кавказьких мов. Від кінця 1920-их років Марр вийшов поза межі кавказьких мов і спробував створити загальну теорію розвитку всіх мов світу. Його головними тезами були класовий характер мови, розвиток усіх мов світу в єдиному глотогонічному процесі зі спільних чотирьох першоелементів через спільні для всіх мов стадії, в яких структура мови, як він твердив, віддзеркалює класову структуру суспільства. Яфетична теорія заперечувала мовні родини, прамови та генетичні зв'язки мов, а зміни в мові розглядала як наслідок схрещення мов.
Теорія спиралася на величезну кількість необґрунтованих тверджень, які по своїй суті є псевдонауковими. Проте яфетична теорія з кінця 1920-х років і до 1950 року користувалася державною підтримкою в СРСР і, зокрема, самого Сталіна. Спроби критики теорії іншими мовознавцями доволі жорстко каралися. Так, в кінці 1929 року з особливо різкою доповіддю проти «нового вчення» виступив відомий радянський лінгвіст Є. Д. Поліванов. Його доповідь не була підтримана колегами, а Поліванов зазнав переслідувань. В результаті він був висланий на роботу в Середню Азію, де згодом був заарештований і розстріляний.
Одну зі своїх статей («Яфетичні зорі на українському хуторі», 1930) Марр частково присвятив українським мовним фактам, довільно зіставляючи їх з даними інших мов, які історично не мали нічого спільного з українською. Далекі від науковості погляди Марра періоду яфетичної теорії та його учнів через їхню «класову» та «матеріалістичну» фразеологію стали в Радянському Союзі від середини 1930-х pp. офіційною догмою, поки, 1950 p., проти них не виступив різко Сталін у статті "Марксизм і питання мовознавства". Відтоді яфетичну теорію проголосили фальшуванням марксизму, а наукові осередки її ліквідували. Причиною розвінчання яфетичної теорії було те, що вона не відповідала повоєнній політиці піднесення російської мови й культури, бо для Марра російська була лише однією з усіх мов світу, нічим у засадах від них не відмінною. Своєрідний «інтернаціоналізм» яфетичної теорії став анахронізмом у добу розквіту російського націоналізму.
В Україні яфетична теорія була репрезентована дуже обмежено. Єдиним її адептом був М. Сугак, який не виявив себе великими працями. Через брак «марристів» в Україні довелося обмежитися перекладами статей учнів Марра в журналі «Мовознавство». Жодного впливу на методи досліджень в українському мовознавстві яфетична теорія не мала.
Український мовознавець А. О. Білецький назвав "яфетичну теорію" хворобою мовознавства.